# Municipio de Storfors
Storfors (en sueco: Storfors kommun) es un municipio de la provincia de Värmland, en el suroeste de Suecia. Su sede se encuentra en la localidad de Storfors. El municipio actual se creó en 1967 cuando Ullvättern se fusionó con Storfors.

## Localidades
Hay dos áreas urbanas (tätort) en el municipio:
| # | Tätort   | Población |
| - | -------- | --------- |
| 1 | Storfors | 2203      |
| 2 | Kyrksten | 249       |